# توني ماثيوز
توني ماثيوز (بالإنجليزية: Tony Matthews)‏ هو مؤرخ أسترالي، ولد في 1949.

## وصلات خارجية
- توني ماثيوز على موقع ديسكوغز (الإنجليزية)